# Далматински сабор
Далматински сабор је дјеловао у Задру од 1861. до 1912, под аустријском влашћу. Био је земаљски парламент аустријске Краљевине Далмације.

## Историја
По патенту цара Франца I од 3. августа 1816, Далмација, Дубровник и Бока которска третирани су као посеба цјелина, са италијанским као службеним језиком. Та цјелина је од  1817. називана Краљевина Далмација. Главни град ове покрајине био је Задар са земаљском владом, на чијем је челу био управитељ - губернатор. Од 1850. тај највиши орган зове се Намјесништво, на челу са намјесником. Намјесници су били војна лица који су били и заповједници аустријске војске у Далмацији и управитељи цивилних послова. Далмацију су чинила 4 округа: задарско (са 10 котарева), сплитско (са 12 котарева), дубровачко (са 5 котарева) и которско (са 4 котара).
Србин католик Матија Бан се залагао за народни дух и сједињење словенских покрајина, па је говорио да ће након уједињења у Далмацији чиновници бити само Далматинци (а не странци), у Хрватској - Хрвати, у Славонији - Славонци, а у Граници - граничари. Аустрија се противила том сједињењу, па је створила Далматински сабор, да би Далмација остала одвојена од осталих покрајина. Далматински намјесник и православни Србин Лазар Мамула је спроводио аустријску политику, па је онемогућио представницима Далмације да пођу на Банску конференцију у Загреб. Бока, Дубровник и јужна Далмација су били више за сједињење, а сјеверна Далмација против.
Фебруарским патентом створен је и Далматински сабор који је имао 43 заступника. 41 заступник је биран од народа, а два су били вирилисти, српски православни далматински владика и католички задарски надбискуп. Мандат заступника је трајао 6 година, а по новим изборима су имали право бити поновно бирани.

Од 10 сазива Сабора Краљевине Далмације у Задру, у првих 7 сазива предсједници су били Срби (укупно 34 године), а у посљедња три сазива Хрвати (укупно 23 године). По три пута предсједници Сабора били су Спиридон Петровић (1861-64, 1864-67, 1867-70) и Ђорђе племенити Војновић (готово 20 година, тј. 1876-83, 1883-89, 1889-95), а једном Стјепан Митров Љубиша (1870-76). Љубиша је у посљедњем говору у Далматинском сабору између осталога рекао:
...ја знам да ви мене не трпите, јер сам Србин православне вјере. Излазећ одавле, остављам у сабору младијех сила, који, ако их је Српкиња задојила знати ће бранити права своје народности и вјере... Тко је то овдје бољи Србин од мене? Мој се гроб знаде од Косова...
Аустријски премијер је давао инструкције далматинском намјеснику да затвори Сабор у Задру чим се поведе ријеч о сједињењу Далмације са Хрватском и Славонијом.